# Gàlata (llengua)

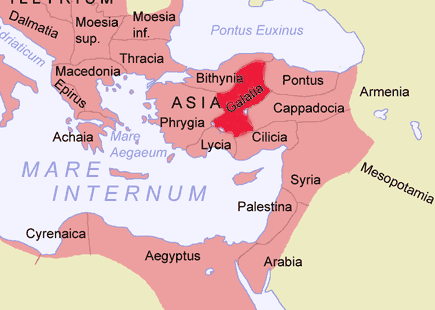
Galàcia durant l'Imperi Romà

El gàlata és una llengua morta celta parlada antigament a Galàcia, a l'Anatòlia (actual Turquia) fins al segle iv.
De la llengua només se'n conserven algunes gloses i breus comentaris d'escriptors clàssics i uns pocs noms d'inscripcions. Tot junt sumen unes 120 paraules, la majoria noms de persona acabats en -riks (gal -rix/-reix, antic irlandès ri, llatí rex) "rei", alguns acabats en -marus, datiu -mari (gal -maros, antic irlandès mor, gal·lès mawr) "gran", noms de tribus com Ambitouti (antic irlandès imm- "al voltant", antic irlandès tuath "tribu") i paraules com drunaimeton "lloc de l'assemblea" (antic irlandès drui "druida", antic irlandès nemed "lloc sagrat").

## Història
A partir dels segles VIII aC i el V aC, els celtes es van estendre des del seu nucli original centreeuropeu per gran part d'Europa, arribant un poble originari de la Gàl·lia, els gàlates, per l'est fins al territori de l'actual Turquia, establint-se a la regió anatòlia de Galàcia.
Segons explica l'historiador i geògraf grec del segle ii, Pausànies, l'any 279 aC, algunes tribus de gals es van dirigir cap a Grècia a través dels Balcans arribant a atacar Delfos i el santuari d'Apol·lo, sent finalment derrotats, caient mort Brenner, el seu comandant.
Després d'aquesta derrota, aquesta tribu es va dirigir cap a Tràcia, on es van enfrontar a les forces d'Antíoc I de Síria, sent de nou derrotats, malgrat la qual cosa a l'empara d'aquesta invasió frustrada es van anar formant petits Estats independents que s'anirien consolidant durant els regnats dels reis successors d'Antíoc.
Més tard, a causa dels continus saquejos a la regió per part dels gàlates, el rei de Pèrgam Èumenes I es va enfrontar a ells, rebutjant-los ajudat pel seu gran exèrcit de mercenaris. Poc després van arribar nous destacaments des dels boscos de Germània i van tornar a atacar, però de nou van ser rebutjats a Pèrgam i en les grans ciutats de la costa de l'Àsia Menor, pel successor d'Eumenes, el rei Àtal I. Els historiadors pensen que aquestes derrotes dels gàlates van ser beneficiosos per a la trajectòria de la cultura hel·lenística, que potser d'una altra manera s'hauria truncat.
Com a resultat d'això es van establir al centre de la península d'Anatòlia, i el seu territori més tard passaria a formar la província de Galàcia. Cap al segle V d. C. tenim testimonis que els gàlates tot i haver adoptat una cultura i forma de vida ja típicament grecs, conservaven la seva llengua. Així en la carta als Gàlates de Pau de Tars apareixen noms clarament celtes, i Sant Jeroni va deixar constància en els seus escrits que la llengua dels gàlates resultava semblant al dialecte gal (llengua) de Trèveris.
Atès que l'origen dels gàlates es trobava a la Gàl·lia és molt possible que de fet el gàlata fos originalment un dialecte gal (llengua).

## Característiques lingüístiques
De la llengua només es conserven algunes glosses i breus comentaris d'escriptors clàssics a més d'uns pocs noms d'inscripcions. Tot plegat sumen unes 120 paraules, la majoria dels noms de persona acabats en-riks (gal -rix/-reix, antic irlandès ri, llatí rex) "rei", alguns acabats en-marus, datiu-mari (gal-Maros, antic irlandès mor, gal·lès mawr) "gran", noms de tribus com Ambitouti (antic irlandès imm-"al voltant", antic irlandès Tuatha "tribu") i paraules com drunaimeton "lloc de l'assemblea" (antic irlandès drui "druida", antic irlandès NEMED "lloc sagrat").
Tenim molt poca evidència de textos en llengua gàlata; principalment l'evidència consisteix en glosses registrades per autors clàssics i material onomàstic: localitats, clans i noms personals de l'Àsia Menor, així com les declaracions de Sant Jeroni i unes poques paraules registrades per historiadors grecs.